# Reinhard Otto
Reinhard Otto (* 21. August 1954 in Treysa) ist ein hessischer Politiker (CDU). Er war von 2003 bis 2008 Abgeordneter des Hessischen Landtags.

## Ausbildung und Beruf
Nach dem Schulabschluss im Jahr 1969 folgte von 1969 bis 1972 eine landwirtschaftliche Lehre und von 1972 bis 1974 der Besuch der Fachschule.
Von 1974 bis 1975 leistete Otto den Wehrdienst und stieg bis zum Oberstleutnant der Reserve auf.
Nach dem Wehrdienst studierte er von 1975 bis 1978 an der Gesamthochschule Kassel, Fachbereich Landwirtschaft mit dem Abschluss Dipl.-Ing., machte 1978 die Meisterprüfung und schloss von 1978 bis 1980 ein Studium an der Universität Göttingen mit dem Abschluss Dipl.-Ing. agr. an.
Von 1983 an war er im höheren Dienst in der Landwirtschaftsverwaltung Hessen tätig, zuletzt von 2000 bis 2003 als Referatsleiter bei der Landesvertretung in Berlin. 
Reinhard Otto ist evangelisch, verheiratet und hat ein Kind.

## Politik
Reinhard Otto ist Mitglied der CDU und dort seit 2002 Vorsitzender des Stadtverbandes Schwalmstadt und seit 2002 stellvertretender Kreisvorsitzender Schwalm-Eder. Seit 1994 ist er Ortsvorsteher von Schwalmstadt-Allendorf, seit 1997 Stadtverordneter Schwalmstadt und seit 2001 Mitglied des Kreistages Schwalm-Eder. 
Am 5. April 2003 zog Otto als bei der Landtagswahl in Hessen 2003 direkt gewählter Abgeordneter für den Wahlkreis Schwalm-Eder II in den Hessischen Landtag ein, wo er Mitglied im Ausschuss für Umwelt, ländlichen Raum und Verbraucherschutz, im Europaausschuss, im Unterausschuss Justizvollzug sowie dem Beirat des Landesbetriebes Hessen-Forst wurde. Bei der Landtagswahl am 27. Januar 2008 verlor er sein Direktmandat an Regine Müller (SPD). Eine erneute Kandidatur bei der Landtagswahl 2009 blieb erfolglos.